# アレクサンドル・グラズノフ
アレクサンドル・コンスタンティノヴィチ・グラズノフ（ロシア語: Алекса́ндр Константи́нович Глазуно́в, ラテン文字転写: Aleksandr Konstantinovich Glazunov, 1865年8月10日 - 1936年3月21日）は、ロシア帝国末期およびソビエト連邦建国期の作曲家・音楽教師・指揮者。ペテルブルク音楽院の院長を1906年から1917年にかけて務め、ペトログラード音楽院およびロシア革命後のレニングラード音楽院への改組を担った。グラズノフは、ロシア楽壇における民族主義（ペテルブルク楽派）と国際主義（モスクワ楽派）を巧みに融和させた重要人物である。

## 略歴

### 神童として
サンクトペテルブルクの富裕な出版業者の家庭に生まれる（グラズノフの父親は、プーシキンの『エフゲニー・オネーギン』の版元であった）。9歳でピアノの、13歳で作曲の学習を開始。ロシア五人組のかつての指導者バラキレフは、グラズノフ青年の才能を認め、その作品をリムスキー＝コルサコフに注目させた。「バラキレフは、14歳か15歳の高校生の作品を、何気なく私のところに持ってきた。それがサーシャ・グラズノフの曲だった。あどけない手法で作曲された管弦楽曲だった。青年の才能は疑いようもなく明らかであった」とリムスキー＝コルサコフは回想している。バラキレフは、その後まもなく1879年12月に、グラズノフ青年をリムスキー＝コルサコフに紹介した。
リムスキー＝コルサコフは、自分はグラズノフの個人教師であると考えていた。「彼の音楽的な成長は、日ごとにではなく、文字通り時間ごとに進んだ」とリムスキー＝コルサコフは記している。二人の関係も変化した。1881年の春までに、リムスキー＝コルサコフはグラズノフを門弟としてでなく、年少の同僚と看做すようになった。このような発展は、リムスキー＝コルサコフの側で、同年春に他界したムソルグスキーの精神的な代わりを見つけなければならないという念願から起こったのかもしれないが、同時に、グラズノフの最初の交響曲の進展を見守っていて起きたのかもしれない。リムスキー＝コルサコフはグラズノフの《交響曲 第1番「スラブ風」》の初演を指揮した。グラズノフが16歳のときである。なかんずくボロディンとウラディーミル・スターソフが作品と作曲者を激賞した。

### ベリャーエフの庇護

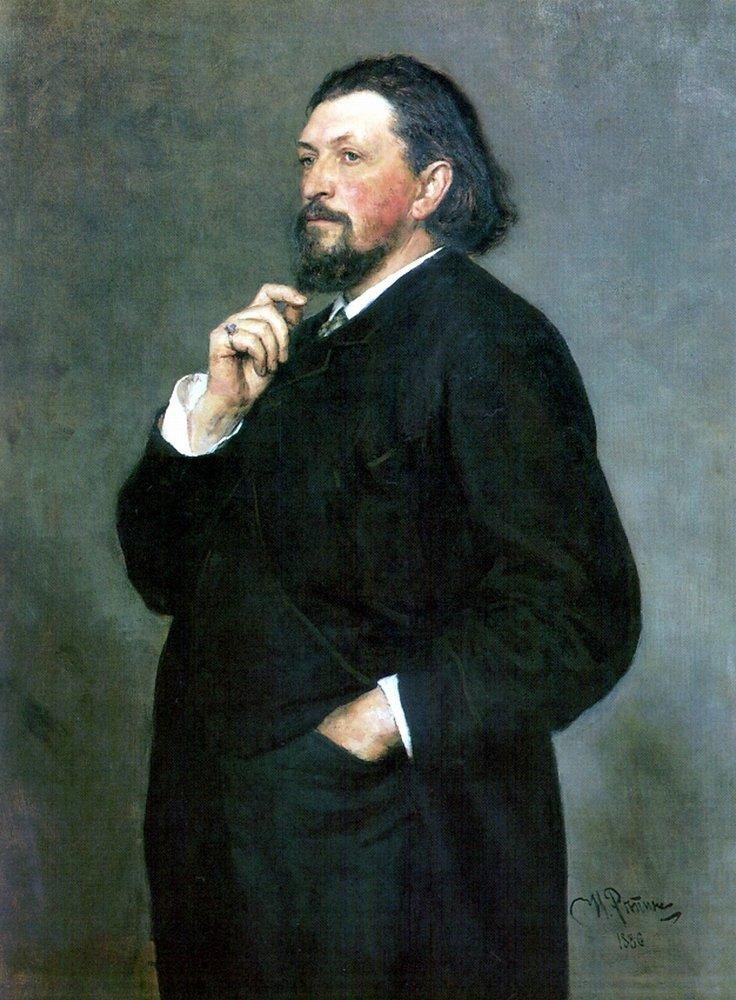
イリヤ・レーピン作画によるベリャーエフ像 (1886年)

褒め言葉よりも重要だったのは、グラズノフ作品の賛美者であり、中でもその一人が富裕な材木商人でアマチュア音楽家でもあったミトロファン・ベリャーエフであった。ベリャーエフはアナトーリ・リャードフによってグラズノフの音楽に引き合わされ、この若者の音楽の行く手に激しい興味を掻き立てられて、その興味を国民楽派の作曲家全員にも広げたのであった。グラズノフは1884年にベリャーエフに西欧旅行に連れ出され、ヴァイマルで老巨匠フランツ・リストに出会い、同地で《交響曲 第1番「スラブ風」》を上演してもらっている。
やはり1884年にベリャーエフは、音楽ホールとオーケストラを借り切って、グラズノフの《「スラブ風」交響曲》と最新作の管弦楽組曲を上演した。リハーサルの成功に気を良くしたベリャーエフは、翌年のシーズンにグラズノフらの作品による公開演奏会を行うことを決心する。この目論見は、1886年から1887年のシーズンに開会された、「ロシア交響楽演奏会」へと膨らんだ。
1885年にベリャーエフは、ライプツィヒに自前の楽譜出版社を創設し、グラズノフやリャードフ、リムスキー＝コルサコフ、ボロディンらの作品を自費で出版した。すると新進作曲家がベリャーエフの援助を懇願するようになった。提出された作品を選定してもらうため、ベリャーエフは、リャードフやリムスキー＝コルサコフとともに出版社の顧問に就任するようグラズノフに依頼した。ベリャーエフを囲んで結成された作曲家集団は、結局のところ「ベリャーエフ・サークル」として名をなすようになった。

### 名声
グラズノフはやがて国際的な称賛を受けるようになる。それでも1890年から1891年まで創作上の行き詰まりを経験している。この期間を抜け出すと、新たに成熟期へと進み、1890年代に3つの交響曲、2つの弦楽四重奏曲、そしてバレエ音楽《ライモンダ》と《四季》を完成させた。1905年にペテルブルク音楽院の院長に選出されるまでの間グラズノフは創造力の頂点を極めた。この間の最も有名な作品に、《交響曲 第8番》と、《ヴァイオリン協奏曲》がある。この頃が国際的な名声の最高潮の時期でもあった。1907年5月17日にパリでロシア史演奏会の最終日を指揮し、オックスフォード大学とケンブリッジ大学からは名誉音楽博士に任ぜられている。作曲活動25周年の節目の年には、ペテルブルクとモスクワで、全曲自作のみの祝賀演奏会が開かれた。

### 指揮者として
グラズノフは1888年に指揮者デビューを果たしている。その翌年には、パリ万博で自作の《交響曲 第2番》を指揮した。1896年にロシア交響楽協会の指揮者に任命されてもいる。1897年には、ラフマニノフの《交響曲 第1番》の悲惨な初演を指揮した。後にラフマニノフ未亡人は、その時グラズノフは顔が真っ赤で酔っているように見えたという。この申し立てを肯定することはできないものの、ショスタコーヴィチ曰く「机にアルコール1瓶を忍ばせておいて、講義の合間にちびりちびりと飲み干してしまう」ような男には、あながち無い話でもなさそうだ。
酔っ払っていたのであろうとなかろうと、グラズノフにはその交響曲に十分なリハーサルをつけることが出来なかったのであり、指揮法に熟達することはなかったものの、それでも指揮が大好きだった。たとえ自分が指揮の才能には恵まれていないと承知していたにせよ、グラズノフは時おり自作を、特にバレエ《ライモンダ》を指揮した。時に冗談で、「私の作品を批判するのは構わないけど、私が名指揮者じゃないとか有名な音楽院の院長じゃないなんて言ったら、承知しないよ」と言ったという。
第1次世界大戦とその後のロシア内戦の困難のさなかに、グラズノフは指揮者として活動を続けた。工場や会館、赤軍の駐屯地などでコンサートを指揮した。
ベートーヴェン没後百周年記念行事において、グラズノフは解説者ならびに指揮者として大役を果たした。ソ連を離れてからは、1928年にパリで自作の夜会を指揮した。これに続いてポルトガルやスペイン、フランス、イングランド、チェコスロバキア、ポーランド、オランダ、アメリカ合衆国でも指揮台に上った。

### 教育者として
1899年にペテルブルク音楽院の教授に就任。二月革命の勃発と、院長リムスキー＝コルサコフの解雇と再雇用を経て、グラズノフが1917年まで院長に就任した。第1次世界大戦の末期においては、音楽院の改組の責任者であった。実のところこれが主な理由となって、長年出国を待ちかねていたのかもしれない。在任中にグラズノフは、弛むことなくカリキュラムを改善し、学生と教職員のために規律を高め、学校の威厳と自治を守った。偉業の一つに、オペラの練習場と学生オーケストラの設立が挙げられる。
ショスタコーヴィチは、グラズノフには変わったところや可笑しいところが多々あったが、それでもグラズノフが進んで自分の時間や心の平穏、そして創造力を、音楽院のために犠牲にしたと認めている。グラズノフは実際に一日中音楽院に詰めており、苦学生の暮らし向きに父性的な関心を示した。毎年学期末になると、何百人もの学生を個人的に試問して、その人物像や適正な評価を記した推薦状を無数に作成した。困窮した学生に、同情心から巨額の収入を分け与え、時には政府に掛け合って、学生の置かれた立場を訴えた。1922年にソ連政府は、グラズノフの創作活動を容易にするような、その業績に見合う生活条件を決定した。グラズノフは、すでにげっそりと痩せ細り、当時の多くのソ連国民と同じように困難な生活を過ごしていたにもかかわらず、そんなことより音楽院に焚き木を送り、多くの学生が校内でもっと快適に学習できるようにしてほしいと要望した。すると薪が運び込まれたという。
当局者をやり過ごす際のグラズノフは、落ち着き払って動じなかった。革命前に、何人のユダヤ人が入学したかを問われて、グラズノフは「ここではそんな数は数えていない」と答えを返した。ユダヤ人の音楽家は、自分たちがペトログラードに住めるようにグラズノフが当局者に会って許可をもらっていたことを知っていた。グラズノフのおかげで、ヤッシャ・ハイフェッツやナタン・ミルシテイン、ミッシャ・エルマンらは上京して学習することが出来たのである。ショスタコーヴィチは、グラズノフがユダヤ人音楽家に見返りを求めたりはしなかったと述べている。誰にも自分の好きな土地に住む権利があれば、芸術が廃れることも無い筈だと感じていたからである。
『ショスタコーヴィチの証言』によるとグラズノフのアルコール依存症は、不幸にして素面では授業が出来ない段階にまで進んでいたかもしれない。ショスタコーヴィチの学生時代には、グラズノフは室内楽しか指導していなかった。グラズノフは、教室で演奏されている音楽を中断しまいと教壇に腰掛けていた。グラズノフは小声で口数少なく、授業が終わる頃には、ぼそぼそと話し、さらに口数が減った。グラズノフが素面だったのかは怪しいにせよ、グラズノフの威信については疑問の余地が無い。グラズノフの名声ゆえに、ペトログラード音楽院は十月革命以降においても、数ある高等教育機関の中で特別の地位を与えられたからである。

### 亡命と終焉

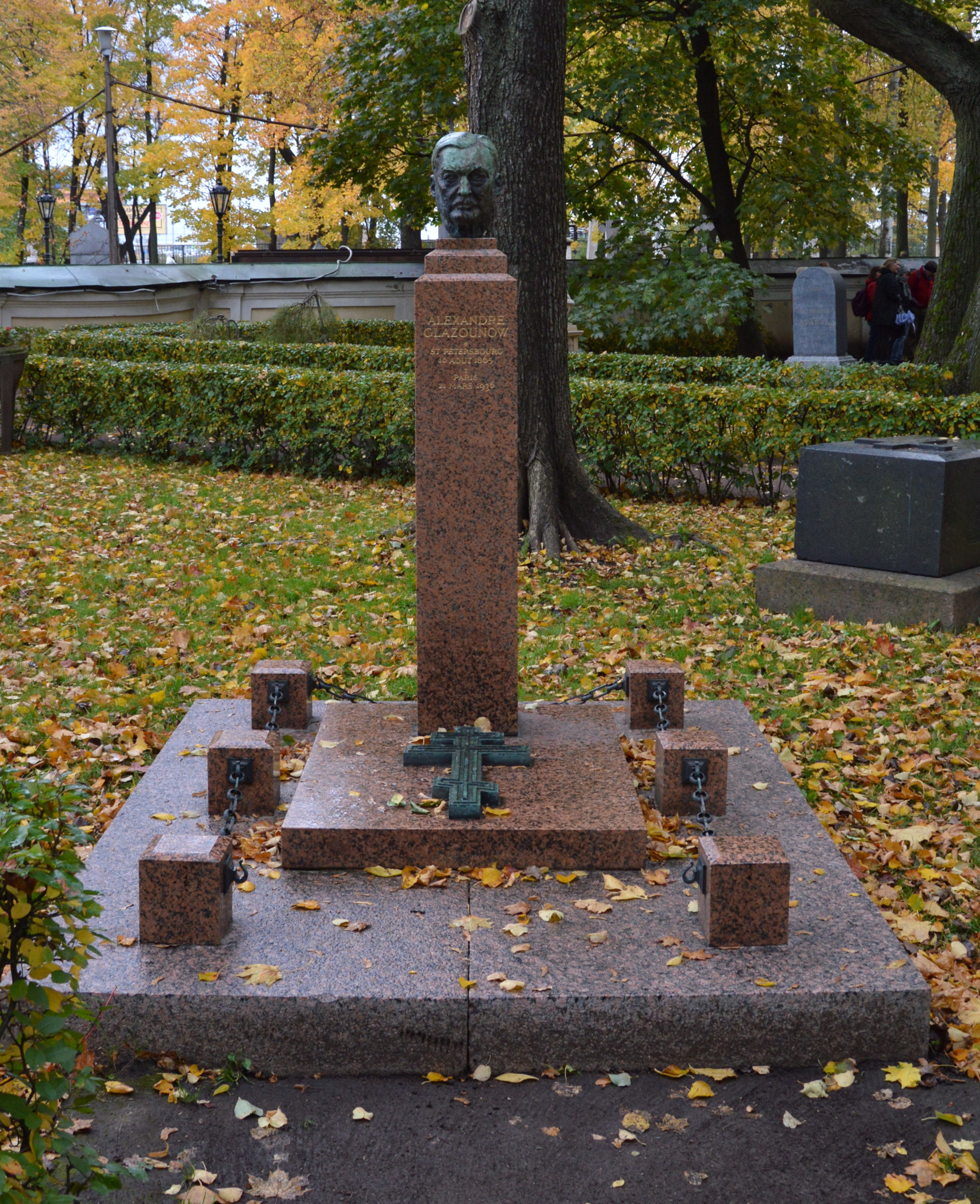
グラズノフの墓

グラズノフはボリシェヴィキ体制と、とりわけ教育相ルナチャルスキーと健全な協調関係を築いた。それでもなおグラズノフの保守主義は音楽院内部で非難された。教授陣からより進歩的な学校経営を要請され、学生からは大幅な権利の承認を要求されたのである。グラズノフはこれらの要望を、破壊的で不当であると看做した。音楽院に疲れたグラズノフは、1928年にウィーンで開かれたシューベルトの没後100周年記念行事に出席するのを好機として、国外に出たきり二度とソ連に戻らなかった。グラズノフが最終的に1930年に辞職するまで、マクシミリアン・シテインベルクが不在の院長の代理を務めた。
グラズノフはヨーロッパとアメリカ合衆国を巡り、パリに定住した。ロシアを不在にしているのは、（亡命ではなく）「体調不良」のせいだと言い張っていたので、それ以外の理由で国を棄てたラフマニノフやストラヴィンスキーとは違い、ソ連における尊厳を失わずに済んだ。1929年にパリの音楽家によるオーケストラを指揮して、《四季》全曲を電気録音で遺した。同年64歳で、10歳年下のオリガ・ニコライェヴナ・ガヴリロヴァ（1875年 – 1968年）と結婚した。前年にオリガの娘エレーナ・ガヴリロヴァが、グラズノフの《ピアノ協奏曲 第2番 変ロ長調》作品100のパリ初演でピアノを弾いており、後にエレーナはグラズノフの養子となり、エレーナ・グラズノヴァと名乗るようになった。エレーナは1928年に、ピアニストのセルゲイ・タルノフスキーと結婚した。タルノフスキーはパリ時代のグラズノフのマネージャーも務めていた。タルノフスキーと離婚後は、ヘルベルト・ギュンター（1906 – 1978）と再婚して、エレーナ・ギュンター＝グラズノヴァと名乗った。
グラズノフが70歳でパリに客死すると、その訃報は多くを驚かせた。長年グラズノフは、今の音楽ではなく過去のものと結び付けられてきたために、多くの人がグラズノフがまだ健在だったと初めて知ったのであった。
グラズノフはヌイイ＝シュル＝セーヌに埋葬されたが、1972年にレニングラード(当時)のアレクサンドル・ネフスキー大修道院のチフヴィン墓地に改葬された。この墓地には、五人組やチャイコフスキーも埋葬されている。

## 記憶力
グラズノフは音楽の分野においては非常な神童として認められており、恩師で友人のリムスキー＝コルサコフの手助けで、ボロディンのいくつかの大作（《交響曲 第3番》や、有名な〈だったん人の踊り〉を含む歌劇《イーゴリ公》）を補筆した。グラズノフは、一度だけピアノで演奏された《イーゴリ公》の序曲を、記憶から蘇らせて再構成した。しかしながらショスタコーヴィチの伝聞によると、酔っ払ったグラズノフが、「再構成」したボロディンの序曲は、実際には自分の曲なのだと洩らしたという。グラズノフは自分で書いた楽曲を、あえて完全にボロディンの手柄だとしたのである。ボロディンの作風を完璧に模倣する能力は、グラズノフの音楽的な創造力の証しである。ボロディンを作者としたところに、グラズノフの人となりの多くが現れているとショスタコーヴィチは感じたという。「一人の人間が他人に代わって優れた楽曲を創り、酔っ払って喋ったのは兎も角、そのことを伏せておくということは、なかなか出来るものでない。普通は正反対のことが起こるものだ。つまり、他人の着想や、丸々1曲さえ盗作して、自分のものとして押し通すといったことだ」。
『ショスタコーヴィチの証言』には、グラズノフの記憶力について同様の多くの逸話が載っている。さらに有名な逸話の一つは、セルゲイ・タネーエフが新作の交響曲を携えサンクトペテルブルクを訪れた時のものである。タネーエフの訪問相手は、十代のグラズノフを隣室に隠していた。タネーエフが主人のためにピアノで自作の交響曲を弾いて聞かせると、別の客がタネーエフを祝福した後こう切り出した。「君に才能のある若者を会わせたいのだが。彼も交響曲を作曲しましてね」。そういうとその人物は隣室からグラズノフを連れ出し、主人が「サーシャ、お客様にお前の交響曲を聴かせてお上げ」と話しかける。グラズノフ青年はピアノの前に腰掛けると、タネーエフの交響曲を最初から最後まで演奏した。たった一度聞いただけで、それも閉まった扉越しに、である。
グラズノフは、老いても記憶力が衰えなかった。ショスタコーヴィチが伝える別の逸話は、ペテルブルク音楽院の作曲科に入学を志願してきた「永遠の学生」についてである。志願者は自作のピアノ・ソナタを披露した。グラズノフは聴いていた。志願者が弾き終えるとグラズノフは言った。「私が間違っていなければだがね、君は何年か前にも志願したね。そのときは別のソナタだったが、なかなかいい第2主題だった」。グラズノフはピアノの前に腰掛けると、そのときのソナタの大部分を弾いた。「第2主題はもちろん屑みたいなものだったのだが」とショスタコーヴィチは言う。（グラズノフが弾くと）「印象は格段に違った。」

## 影響力

### グラズノフとストラヴィンスキー
ストラヴィンスキーは『年代記』の中で、青年時代にグラズノフの完成された音楽形式、対位法の純粋さ、書法の澱みなさと確実さを非常に尊敬していたと認めている。15歳のときストラヴィンスキーはグラズノフの弦楽四重奏曲をピアノ独奏用に編曲している。ストラヴィンスキーの《交響曲 変ホ長調》は、当時流行のグラズノフの交響曲をかなり模倣しており、自作の基本的な修正の際に、同じ調性のグラズノフの《交響曲 第8番》を雛形に用いてもいる。
グラズノフに対する敬意は時が経つにつれて変わった。ストラヴィンスキーは『回想録』において、グラズノフは最も性に合わない人間の一人だとして、《交響曲 変ホ長調》の非公開初演の際に経験した不吉な前兆についてこのように述べている。グラズノフは、演奏の後で「とても良い、とても良い」と言いながらストラヴィンスキーのところにやって来た。その後ストラヴィンスキーはこの出来事を思い返して、グラズノフは演奏会の後、通路に立っているストラヴィンスキーのそばを通って、ストラヴィンスキーにこう話し掛けたと畳み掛ける。グラズノフ曰く、「あんな曲にしては、管弦楽法が重苦しかったね」と。
ストラヴィンスキーに言わせれば、自分の音楽が選んだモダンな傾向をグラズノフが支持してくれなかったということになる。だがグラズノフばかりがこうした偏見に陥ったわけではない。二人の恩師リムスキー＝コルサコフもまた、音楽院で徐々に進めたアカデミックな手法に馴染むうち、最晩年までに心底から保守化している。グラズノフはリムスキー＝コルサコフとは違って、アカデミズムに厳格に従うことによってロシア音楽が隘路にはまり込む可能性については心配しておらず、それでリムスキー＝コルサコフのように新しい発想や技法を渋々認めるという態度をとりもしなかった。
グラズノフがストラヴィンスキーに遠慮がちに（むろん無作法にならずに）接する機会はたまたまあった。但し、他人が居合わせたところでストラヴィンスキー作品をどう講評したかは別問題である。グラズノフは、《花火》の演奏に接して、ドイツ語で「才能はない、不協和音しかない（"Kein Talent, nur Dissonanz"）」と洩らしたと言われている（この時の聴衆の中にセルゲイ・ディアギレフがいて、この曲の表現力に「バレエ・リュス」の未来の座付き作曲家を見出している）。 グラズノフはとどのつまりはストラヴィンスキーを、管弦楽法の大家としてしか認めていなかった。1912年にヴラディーミル・テリャコフスキーに「《ペトルーシュカ》は、あれは音楽じゃないね。でも管弦楽法が見事で凄いんだ」と述べたという。

### 新音楽への態度
グラズノフが嫌ったモダンな傾向の作曲家は、ストラヴィンスキーだけではなかった。ショスタコーヴィチは、ドビュッシー以降の新世代の西欧の作曲家を非難する際にグラズノフが「気取った騒音屋」と呼んでいたことに触れている。フランツ・シュレーカーの楽劇《はるかなる響き》がレニングラードで上演された際、グラズノフは作曲家の名前に引っ掛けて、ドイツ語で「怖ろしい音楽だ（"Schrekliche Musik!"）」と言い放ったという。
音楽界にはびこる無秩序に、自分が役目を果たしていたのではないかと時々不審になることもあったようだ。あるときドビュッシーの《牧神の午後への前奏曲》の総譜に見入って、「大変趣味の良いオーケストレーションだ…。作曲家の手並みもいい…。リムスキーや私が、まさか現代人の堕落に感化しているということか？」と洩らしたという。
しかしながらグラズノフの言い分としては、ある曲が「不協和である」と分かったからといって、聴くのを止めたりはしなかった。むしろ、理解しようとして聴き続けた。グラズノフは、このようにしてワーグナーの音楽を「洞察した」のである。《ワルキューレ》を数回聴いただけでは何も理解できなかったが、十回目にとうとう理解して、大好きになった。「自分が学生時代にグラズノフは、リヒャルト・シュトラウスの《サロメ》に同様に接して、慣れようとし、理解し、研究したのである」とショスタコーヴィチは述懐する。

## グラズノフとショスタコーヴィチ
ショスタコーヴィチはペトログラード音楽院に13歳で入学し、音楽院で最年少の学生となった。ピアノをレオニード・ニコラーエフに、作曲をマクシミリアン・シテインベルクに師事し、こつこつと骨身を惜しまず精進する学生になった。グラズノフはショスタコーヴィチに、若き日の自分の面影を見出したのかもしれない。シテインベルクの講座へは、ショスタコーヴィチの進歩について注意深く助言し、ショスタコーヴィチに博士号を与える際には、教授職につながるより高い学位を目指すようにショスタコーヴィチに薦めた。実家の経済的な困難から、ショスタコーヴィチはこの機会を利用することが出来なかった。1926年3月12日にニコライ・マルコ指揮レニングラード・フィルハーモニー管弦楽団によって行われた、ショスタコーヴィチの《交響曲 第1番》の初演の手配もグラズノフが行なっている。これは、同じ音楽ホールでグラズノフの《交響曲 第1番》が初演されてから、44年後の出来事であった。交響曲が大旋風を捲き起こし、舞台上に現れた青年作曲家が不恰好にお辞儀すると会場が沸いたというのも、さながらグラズノフの青年時代の再現であった。
グラズノフはひとしきりの深酒のために、気づくとボリシェヴィキ政権によって、ウォッカやワインの専売店に出入りすることを御法度とされていた。しかしながらショスタコーヴィチの父親が（厳格に配給されていた）蒸留酒を入手していたことを知る。ショスタコーヴィチにとって、グラズノフの父親への要請を取り次ぐことは気の重い日課であった。第一にその要求は、父親を致命的な危機に陥れかねなかった。見せしめとして誰がボリシェヴィキに銃殺されるのかは、知れたものでなかったからである。第二に、音楽院で優等生でいられたのが賄賂のせいだとは誰にも思われたくなかったのだ。

## ラテン文字による綴り
グラズノフの姓をラテン文字に転写する際、 Glazunov のほかに、 Glasunow とするドイツ語方式、 Glazounov とするフランス語方式がある。日本ではフランス語式のつづりに引かれたためか「グラズーノフ」とする傾向が見られるが、本来のアクセントの位置は上記の通り別である。

## 作品
グラズノフの作品は、大まかに言って、ロシア国民楽派を受け継いだ民族主義を基調としつつ、チャイコフスキーの流れを汲むロシア・ロマン主義と融和させた作曲様式が認められる。前者からは色彩的で華麗な管弦楽法や豊かな和声法を、後者からは抒情的な旋律と洗練された優雅な表現を取り入れている。また、後年「ロシアのブラームス」との異名をとったように、年を経るにつれて、対位法的な構想や、綿密な動機労作による構築性、変奏の技法の援用といった特徴が強まった。
グラズノフのこんにち最も有名な作品は、バレエ音楽《ライモンダ》と《四季》、それにいくつかの後期の交響曲（例えば《第4番》《第5番》《第6番》）、それから2つの《演奏会用ワルツ》であろう。ヤッシャ・ハイフェッツが贔屓した《ヴァイオリン協奏曲》は、今でも時おり上演・録音されている。最後の作品となった《サクソフォーン協奏曲》（1934年）は、当時の西欧での流行を取り入れる能力が示されている。ただし音列技法、極小形式といった20世紀初期の運動はやり過ごし、世紀の変わり目までに完成させた洗練された手法から後ずさりすることはなかった。
グラズノフの音楽的な成長は矛盾に満ちている。（リムスキー＝コルサコフを除いて）アカデミックな手法に心底不満を抱いていた、ほとんど独学の国民楽派の作曲家から、グラズノフ青年は偶像のように祭り上げられた。最初の二つの交響曲は、バラキレフやボロディンによって実践された、国民楽派の技法の集大成のように見える。グラズノフは20代前半までに、アカデミズムと国民楽派との侃々諤々の論争が、もはや無意味なものであることを悟った。作曲はロシアの民族音楽に根差してはいたものの、グラズノフは作曲技法を熟知したお蔭で、洗練され垢抜けた音楽語法で作曲することができるようになった。《交響曲 第3番》を手始めに、グラズノフはチャイコフスキーに似た手法で自作をことさら国際的にしようと試みた（ちなみに《交響曲 第3番》はチャイコフスキーに献呈されている）。
だが《交響曲 第3番》は過渡期の作品である。グラズノフはこの作品が大問題を引き起こしたことを認めている。グラズノフの成熟期は《第4番》からである。アントン・ルビンシテインに献呈された《第4番》は、西欧を見据えたロシア人による、かなりコスモポリタンな作品として作曲されたが、それでも音色は紛う方なくロシア的なままである。《第5番》においても国民楽派の伝統と西欧的な作曲技法の統合が図られている。《第7番》を作曲するまでに、音楽院の職責のためにグラズノフの作曲の筆が鈍り始める。おまけに《第8番》以降では、深酒のために、創造力に警鐘が鳴り始めていたのかもしれない。《第9番》は第1楽章のスケッチのみが残り、残りは未完成に終わった。
グラズノフの作品は、8つの交響曲とその他多数の管弦楽曲、5つの協奏曲、7つの弦楽四重奏曲、2つのピアノ・ソナタとその他のピアノ曲など、さまざまな器楽曲のほか、歌曲がある。3つのバレエ音楽を残したものの、オペラは遺さなかった。バレエ音楽《レ・シルフィード》は、ショパンのピアノ曲の寄せ集めをグラズノフが管弦楽化したものであり、舞踊家ミハイル・フォーキンとの共同制作だった。リャードフがバレエ・リュスのための《火の鳥》を完成できなくなると、お鉢が回ってきたのだが、グラズノフはこれを断り、結局、当時は無名のストラヴィンスキーが《火の鳥》を完成させた。
グラズノフは、ラフマニノフと同じく後半生において「時代遅れ」と看做されたが、近年においては、音源の普及のお蔭もあって、その創作力がより徹底して認識されるようになってきた。

### バレエ音楽
- 『ライモンダ』作品57（1897年） - 全3幕からなる。このバレエ音楽からは演奏会用組曲も編まれている。
- 『お嬢さん女中、または女の試み（恋愛合戦）』作品61（1898年）
- 『四季』（Времена года）作品67（1899年） - 1幕4場からなる小バレエ音楽。冬に始まり秋に終わる。特定の物語を持たず、自然の情景を表現している。

### 付随音楽
- サロメ 作品90（1908年）
- ユダヤの王 作品95（1913年）
- 仮面舞踏会 作品102（1913年）

### 交響曲
8曲の完成された交響曲がある。交響曲第9番は未完に終わった。
- 交響曲第1番ホ長調『スラブ』 作品5（1882年） - 15歳で作曲、16歳で初演。すでにグラズノフの音楽スタイルは確立されている。師であるバラキレフが初演を指揮した。フランツ・リストに注目され、1884年にヴァイマルでも演奏された。1885年と1929年に改訂されている。
- 交響曲第2番嬰ヘ短調 作品16（1886年） - 敬愛していたフランツ・リストへの追悼として書かれた逸品。
- 交響曲第3番ニ長調 作品33（1890年） - チャイコフスキーに献呈された作品。
- 交響曲第4番変ホ長調 作品48（1893年） - ロシア的情緒を全面に押し出した作品。冒頭に現れる憂鬱な旋律が曲全体を支配する。
- 交響曲第5番変ロ長調 作品55（1895年） - 「ワグネリアン」の異称を持つ。堂々とした響きの作品。
- 交響曲第6番ハ短調 作品58（1896年） - グラズノフの代表的な交響曲。第2楽章に変奏曲、第3楽章に間奏曲を配した構成が特徴的である。
- 交響曲第7番ヘ長調『田園』 作品77（1902年） - ベートーヴェンの田園交響曲を意識した作品。
- 交響曲第8番変ホ長調 作品83（1906年）
- 交響曲第9番ニ短調（1910年） - 未完成（第1楽章のスケッチのみ）。後にガヴリイル・ユーディン（Гавриил Юдин）がオーケストレーションを行った。

### 協奏曲
- ヴァイオリン協奏曲 イ短調 作品82（1904年） - 比較的短い曲。
- ピアノ協奏曲第1番 ヘ短調 作品92（1911年）- レオポルド・ゴドフスキーがピアノパートを改訂しており、彼に献呈された。
- ピアノ協奏曲第2番 ロ長調 作品100（1917年）- 単一楽章。
- チェロと管弦楽のための《コンチェルト・バッラータ》ハ長調 作品108（1931年、パブロ・カザルスへの献呈作品）
- アルト・サクソフォーンと弦楽オーケストラのための協奏曲 変ホ長調（1934年） - 北欧生まれのサクソフォーン奏者シグルト・ラシャーのために作曲。サクソフォーン協奏曲は、作曲当時は珍しかった。亡命中に作曲されたが、ロシア的な情緒は堪能できる。稀にヴィオラ協奏曲としても演奏される。

### 協奏的作品
- チェロと管弦楽のための2つの小品 作品20（1887年 - 1888年）

1. メロディ
2. スペインのセレナード

- チェロと管弦楽のための《吟遊詩人の歌》作品71（1900年） - 小品。

### 管弦楽曲
- 悲歌『英雄の思い出に』 作品8（1881年 - 1885年）
- 性格的組曲 作品9（1884年）
- 抒情的な詩 作品12（1884年 － 1887年）
- 交響詩『ステンカ・ラージン』 作品13（1885年） - リストの影響を受けて作られた弱冠20歳の時の作品。明確に交響詩と銘打った管弦楽曲はこの曲のみである。
- 幻想曲『森』 作品19（1881年 - 1887年）
- 婚礼の行列 作品23（1889年）
- 幻想曲『海』 作品28（1889年）
- 交響的絵画『クレムリン』 作品30（1891年）
- 春　作品34（1891年）
- 序曲『謝肉祭』 作品45（1892年）
- 勝利の行進曲 作品40（1893年） - 「リパブリック讃歌」として知られるアメリカの民謡を題材にした作品。コロンブスのアメリカ大陸発見400年を記念して催された世界博のために作曲された。
- 組曲『ショピニアーナ』 作品46（1893年） - ショパンの作品を管弦楽のための組曲に編曲した作品。ポロネーズ、ノクターン、マズルカ、タランテラの4楽章からなる。
- 演奏会用ワルツ第1番ニ長調 作品47（1893年）
- 祝典の行列 作品50（1894年）
- 演奏会用ワルツ第2番ヘ長調 作品51（1894年）
- バレエの情景 作品52（1894年） - 8つの舞曲などから構成された、演奏会用バレエ組曲。
- 幻想曲『暗黒から光明へ』 作品53（1894年）
- 祝典序曲 作品73（1900年）
- 組曲『中世より』　作品79（1902年）
- フィンランド幻想曲 作品88（1909年）
- 祝典の行列 作品91（1910年）
- 「第一次世界大戦の連合国の国歌によるパラフレーズ(「君が代」の主題も含まれる) 作品96
- 叙事詩（1933年 - 1934年）

### 室内楽曲
- 弦楽四重奏曲 第1番 ニ長調 作品1（1881年 - 1882年）
- 弦楽四重奏曲 第2番 ヘ長調 作品10（1883年 - 1884年）
- 弦楽四重奏曲 第3番 ト長調「スラヴ」 作品26（1886年 - 1888年）
- 弦楽四重奏曲 第4番 イ短調 作品64（1894年）
- 弦楽四重奏曲 第5番 ニ短調 作品70（1898年）
- 弦楽四重奏曲 第6番 変ロ長調 作品106（1921年）
- 弦楽四重奏曲 第7番 ハ長調 作品107（1930年）
- サクソフォーン四重奏曲 作品109（1932年） - サクソフォーン協奏曲と同じくパリで作曲された。サクソフォーンのために作曲された最も重要な室内楽曲のひとつ。変奏曲形式で書かれた第2楽章が単独で取り上げられる機会も多い。
- 弦楽五重奏曲 第1番 イ長調 作品39

### オルガン曲
- 前奏曲とフーガ ニ長調 作品93（1906年 - 1907年）
- 前奏曲とフーガ ニ短調 作品98（1889年 - 1991年）
- 幻想曲とフーガ 作品110（1935年）

### ピアノ曲
- サーシャの名による組曲 作品2
- 3つの練習曲 作品31（1889年 - 1891年）
- 演奏会用大ワルツ 変ホ長調 作品41（1893年）
- 主題と変奏 作品72（1900年）
- ピアノ・ソナタ第1番 変ロ短調 作品74（1901年）
- ピアノ・ソナタ第2番 ホ長調 作品75（1901年）

### 合唱曲
- 戴冠式カンタータ 作品56
- プーシキン生誕100周年記念カンタータ 作品65

### 歌曲
- 5つの歌 作品4（1882年 - 1885年）
- 2つの歌 作品27（1888年）
- 6つの歌 作品56（1898年）
- 6つの歌 作品60（1898年）